# Pohár UEFA 1986/1987
Sezóna 1986/87 Poháru UEFA byla 29. ročníkem tohoto poháru. Vítězem se stal tým IFK Göteborg.
Kvůli tragédii v PMEZ 1984/85, která vyústila v pětiletý zákaz účasti anglických týmů ve všech evropských pohárech, se tohoto ročníku nezúčastnil žádný anglický tým.

## První kolo
| Domácí v 1. zápase              | Celkem    | Hosté v 1. zápase       | 1. zápas | 2. zápas    |
| ------------------------------- | --------- | ----------------------- | -------- | ----------- |
| AC Sparta Praha                 | 2–3       | Vitoria SC              | 1–1      | 1–2         |
| Fiorentina                      | 1–1(pen.) | Boavista FC             | 1–0      | 0–1         |
| Athletic Bilbao                 | 2–1       | 1. FC Magdeburg         | 2–0      | 0–1         |
| Atlético Madrid                 | 3–2       | SV Werder Bremen        | 2–0      | 1–2(prodl.) |
| Borussia Monchengladbach        | 4–1       | FK Partizan             | 1–0      | 3–1         |
| Coleraine FC                    | 1–2       | Stahl Brandenburg       | 1–1      | 0–1         |
| FK Dinamo Minsk                 | 3–4       | Győri ETO FC            | 2–4      | 1–0         |
| FC Groningen                    | 8–2       | Galway United           | 5–1      | 3–1         |
| Nantes                          | 1–5       | Turín FC                | 0–4      | 1–1         |
| FK Spartak Moskva               | 1–0       | FC Luzern               | 0–0      | 1–0         |
| FC Universitatea Craiova        | 3–2       | Galatasaray SK          | 2–0      | 1–2         |
| Swarovski Tirol                 | 3–2       | Sredets Sofia           | 3–0      | 0–2         |
| Heart of Midlothian FC          | 3–3(v)    | Dukla Praha             | 3–2      | 0–1         |
| Hibernians FC                   | 0–10      | Trakia Plovdiv          | 0–2      | 0–8         |
| FC Internazionale Milano        | 3–0       | AEK FC                  | 2–0      | 1–0         |
| IA                              | 0–15      | Sporting CP             | 0–9      | 0–6         |
| Jeunesse Esch                   | 2–3       | KAA Gent                | 1–2      | 1–1         |
| Beveren                         | 1–0       | Valerenga I.F. Fotball  | 1–0      | 0–0         |
| Kalmar FF                       | 1–7       | Bayer 04 Leverkusen     | 1–4      | 0–3         |
| Bayer 05 Uerdingen              | 7–0       | FC Carl Zeiss Jena      | 3–0      | 4–0         |
| KS Flamurtari Vlora             | 1–1(v)    | FC Barcelona            | 1–1      | 0–0         |
| LASK Linz                       | 1–2       | Widzew Lodz             | 1–1      | 0–1         |
| Legia Warszawa                  | 1–0       | FK Dněpr Dněpropetrovsk | 0–0      | 1–0         |
| SSC Neapol                      | 1–1(pen.) | Toulouse                | 1–0      | 0–1         |
| Neuchâtel Xamax                 | 5–1       | Lyngby Boldklub         | 2–0      | 3–1         |
| NK Rijeka                       | 1–2       | Standard Lutych         | 0–1      | 1–1         |
| OFI Kréta                       | 1–4       | HNK Hajduk Split        | 1–0      | 0–4         |
| Pécsi MSC                       | 1–2       | Feyenoord Rotterdam     | 1–0      | 0–2         |
| Rangers FC                      | 4–2       | Ilves Tampere           | 4–0      | 0–2         |
| RC Lens                         | 1–2       | Dundee United FC        | 1–0      | 0–2         |
| SK Sigma Olomouc                | 1–5       | IFK Göteborg            | 1–1      | 0–4         |
| FC Sportul Studențesc București | 2–1       | AC Omonia               | 1–0      | 1–1         |

## Druhé kolo
| Domácí v 1. zápase              | Celkem | Hosté v 1. zápase        | 1. zápas | 2. zápas |
| ------------------------------- | ------ | ------------------------ | -------- | -------- |
| Borussia Monchengladbach        | 7–1    | Feyenoord Rotterdam      | 5–1      | 2–0      |
| Dukla Praha                     | (v)1–1 | Bayer 04 Leverkusen      | 0–0      | 1–1      |
| Dundee United FC                | 3–1    | FC Universitatea Craiova | 3–0      | 0–1      |
| FC Groningen                    | (v)1–1 | Neuchâtel Xamax          | 0–0      | 1–1      |
| FC Barcelona                    | (v)2–2 | Sporting CP              | 1–0      | 1–2      |
| Swarovski Tirol                 | (v)4–4 | Standard Liege           | 2–1      | 2–3      |
| HNK Hajduk Split                | 5–3    | Trakia Plovdiv           | 3–1      | 2–2      |
| IFK Göteborg                    | 3–1    | Stahl Brandenburg        | 2–0      | 1–1      |
| Beveren                         | 4–3    | Athletic Bilbao          | 3–1      | 1–2      |
| Legia Warszawa                  | 3–3(v) | FC Internazionale Milano | 3–2      | 0–1      |
| Rangers FC                      | 3–1    | Boavista FC              | 2–1      | 1–0      |
| FC Sportul Studențesc București | 1–4    | KAA Gent                 | 0–3      | 1–1      |
| Turín FC                        | 5–1    | Győri ETO FC             | 4–0      | 1–1      |
| Toulouse                        | 4–6    | FK Spartak Moskva        | 3–1      | 1–5      |
| Vitoria SC                      | 2–1    | Atlético Madrid          | 2–0      | 0–1      |
| Widzew Lodz                     | 0–2    | Bayer 05 Uerdingen       | 0–0      | 0–2      |

## Třetí kolo
| Domácí v 1. zápase | Celkem | Hosté v 1. zápase        | 1. zápas | 2. zápas |
| ------------------ | ------ | ------------------------ | -------- | -------- |
| Dukla Praha        | 0–1    | FC Internazionale Milano | 0–1      | 0–0      |
| Dundee United FC   | 2–0    | HNK Hajduk Split         | 2–0      | 0–0      |
| FC Groningen       | 1–3    | Vitoria SC               | 1–0      | 0–3      |
| FK Spartak Moskva  | 1–2    | Swarovski Tirol          | 1–0      | 0–2      |
| KAA Gent           | 0–5    | IFK Göteborg             | 0–1      | 0–4      |
| Bayer 05 Uerdingen | 0–4    | FC Barcelona             | 0–2      | 0–2      |
| Rangers FC         | 1–1(v) | Borussia Monchengladbach | 1–1      | 0–0      |
| Turín FC           | 3–1    | Beveren                  | 2–1      | 1–0      |

## Čtvrtfinále
| Domácí v 1. zápase       | Celkem | Hosté v 1. zápase        | 1. zápas | 2. zápas |
| ------------------------ | ------ | ------------------------ | -------- | -------- |
| Borussia Monchengladbach | 5–2    | Vitoria SC               | 3–0      | 2–2      |
| Dundee United FC         | 3–1    | FC Barcelona             | 1–0      | 2–1      |
| IFK Göteborg             | (v)1–1 | FC Internazionale Milano | 0–0      | 1–1      |
| Turín FC                 | 1–2    | Swarovski Tirol          | 0–0      | 1–2      |

## Semifinále
| Domácí v 1. zápase | Celkem | Hosté v 1. zápase        | 1. zápas | 2. zápas |
| ------------------ | ------ | ------------------------ | -------- | -------- |
| Dundee United FC   | 2–0    | Borussia Monchengladbach | 0–0      | 2–0      |
| IFK Göteborg       | 5–1    | Swarovski Tirol          | 4–1      | 1–0      |

## Finále
| Domácí v 1. zápase | Celkem | Hosté v 1. zápase | 1. zápas | 2. zápas |
| ------------------ | ------ | ----------------- | -------- | -------- |
| IFK Göteborg       | 2–1    | Dundee United FC  | 1–0      | 1–1      |

## Vítěz
| Pohár UEFA 1986/87 IFK Göteborg Thomas Wernersson, Mats-Ola Carlsson, Glenn Hysén, Peter Larsson, Stig Fredriksson, Magnus Johansson, Tord Holmgren, Michael Andersson, Tommy Holmgren, Stefan Pettersson, Lennart Nilsson, Roland Nilsson, Lars Zetterlund, Per Edmund Mordt, Jari Rantanen, Ove Tobiasson Trenér: Gunder Bengtsson |